# Franz Staudegger
Franz Staudegger (12 de febrero de 1923 en Kärnten, Austria – 16 de marzo de 1991 en Frankfurt, Alemania) fue un SS-Oberscharführer en las Waffen-SS, condecorado con la Cruz de Caballero de la Cruz de Hierro.

## Biografía
Como Unterscharführer, Franz Staudegger fue el primer comandante de tanque Tiger miembro de la Leibstandarte SS Adolf Hitler en ser condecorado con la Cruz de Caballero.
El 7 de julio de 1943, un único Tiger, comandado por el SS-Oberscharführer Franz Staudegger, atacó un grupo de unos 50 T-34 soviéticos en Psiolknee, en el sector sur de la Batalla de Kursk. Staudegger usó toda la munición, destruyendo 22 tanques soviéticos, mientras que el resto se retiraba. Por este acto fue condecorado con la Cruz de Caballero.
Staudegger acabó la guerra en el Schwere SS-Panzer-Abteilung 101, participando en la campaña de Normandia el 1944, sirviendo a las órdenes de Michael Wittmann; y en diciembre participó en la ofensiva de las Ardenas.

## Condecoraciones
- Cruz de Caballero de la Cruz de Hierro
- Cruz de Hierro de primera clase
- Cruz de Hierro de segunda clase
- Insignia de Combate de Tanques
- Medalla del frente oriental